# Poczucie umiejscowienia kontroli
Teoria poczucia umiejscowienia kontroli (LoC, od ang. locus of control) stworzona została w latach 60. XX w. przez Juliana Rottera, jako jedna z teorii społecznego uczenia się. Ma swoje korzenie w teorii warunkowania sprawczego. Rotter zauważył, że ludzie mają odmienne sposoby interpretowania przyczyn zdarzeń, które spotykają ich lub inne osoby.
Przykłady
- Ktoś ma wypadek samochodowy. Możliwe są tu generalnie dwa sposoby poszukiwania przyczyn tego wypadku. Osoba o wewnętrznym poczuciu kontroli (internalista) jest skłonna myśleć: Ach, mogłem nie przyspieszać na tym żółtym świetle (moje zachowanie spowodowało, że doszło do wypadku samochodowego). Osoba o zewnętrznym poczuciu kontroli (eksternalista) będzie myśleć: No tak, kolejny dowód na to, że mam życiowego pecha, a zakręt tutaj jest zakrętem śmierci. (Wypadek zależy od czynników zewnętrznych, poza osobistą kontrolą. Zobacz też: tendencja samoobronna).
- Ludzie przekonani są, że ich los jest zapisany zanim jeszcze się urodzili, a życiem kieruje przeznaczenie (nie ma znaczenia jak się odżywiam, człowiek może w każdej chwili umrzeć przez przypadek). Inni zaś uważają, że ich długość życia zależy od tego np. jak się odżywiają, czy dbają o swoje zdrowie itd.

Teoria umiejscowienia poczucia kontroli dotyczy subiektywnie odczuwanego ulokowania sprawstwa zdarzeń. Rotter twierdzi, że ludzie uczą się w ciągu życia wierzyć, że ich losem kierują oni sami, bądź też że kierują nim czynniki od nich samych niezależne. W związku z tym teoria ta umieszcza ludzi na (jednomodalnym) kontinuum z dwoma biegunami.
- Osoby o wewnętrznym umiejscowieniu kontroli mają przekonanie, że ich życiem i ważnymi zdarzeniami sterują oni sami. Żywią przekonanie, że przede wszystkim od ich własnych wysiłków, pracy, osobistego wpływu zależy to, co ważnego przydarza się im w życiu.
- Osoby o zewnętrznym umiejscowieniu kontroli żywią przekonanie, że życiem sterują czynniki niezależne od ich świadomego, celowego i zamierzonego wpływu (niekoniecznie muszą to być czynniki zewnętrzne!) – los, przeznaczenie, Bóg, nieświadomość, choroba, szczęście itd.

Do mierzenia poczucia umiejscowienia kontroli służy kwestionariusz Rottera. Zawiera on między innymi takie sformułowania do wyboru:
1. "W dłuższej perspektywie ludzie zdobywają sobie poważanie, na jakie zasługują na tym świecie" albo "Niestety ludzie wiele warci niezależnie, jak bardzo by się starali, przechodzą przez świat niezauważeni".
2. "To co mnie spotyka zawdzięczam przede wszystkim sobie" albo "Czasami mam wrażenie, że moja kontrola nad biegiem własnego życia jest niedostateczna".
3. "Zwykły obywatel może mieć wpływ na decyzje podejmowane na szczeblu rządowym" albo "Tym światem kieruje grupa osób posiadających władzę i zwykli ludzie mają tu niewiele do powiedzenia".

Poczucie kontroli może przyjmować charakter antycypacji, oczekiwań sytuacyjnych, nastawienia, specyficznej atrybucji zaistniałych zdarzeń itp. Przekłada się także na konkretne działania i zachowania.

## Geneza poczucia umiejscowienia kontroli
- Wewnętrzny LoC kształtuje się w wyniku częstego doświadczania kontroli własnych działań. Takiemu poczuciu umiejscowienia kontroli sprzyja wychowanie, w którym istnieje przyzwolenie na samodzielność, dawanie dziecku możliwości decydowania i wybierania przy jednoczesnym ochranianiu go, chwaleniu i okazywaniu miłości (zobacz też: styl przywiązania się).
- Zewnętrzny LoC ma miejsce, kiedy wyniki działań zdają się zależeć od czynników losowych, innych osób, instytucji. Rozwijaniu się takich przekonań sprzyja wychowanie autokratyczne, rygoryzm, zmienność wymagań i nieprzewidywalność zachowań opiekunów.

Poczucie umiejscowienia kontroli jest względnie trwałą cechą osobowości, która swoje korzenie ma prawdopodobnie we wczesnych etapach wychowania i w spostrzeganej skuteczności własnych działań. Koreluje dodatnio z rozwojem poznawczym i rozwojem społeczno-emocjonalnym dziecka.
Odkryto pozytywny związek (korelację) między wysiłkiem wkładanym w rozwiązanie zadania, wytrwałością, liczbą sukcesów, zdrowiem i funkcjonowaniem układu odpornościowego i długością życia a poczuciem umiejscowienia kontroli.
Okazuje się, że pewne prawa, które traktowano w psychologii jako ogólne (na przykład prawo nieregularnego wzmacniania) mają odmienną postać u internalistów i eksternalistów.
Różnice w poczuciu umiejscowienia kontroli wpływają na takie przeżycia jak odczuwanie winy lub odczuwanie krzywdy. Porażki będą wywoływać u internalistów poczucie winy, u eksternalistów poczucie krzywdy. W teoriach psychoanalitycznych twierdzi się zaś, że poczucie winy jest znacznie bardziej dojrzałym i mniej toksycznym przeżyciem niż poczucie krzywdy. Poczucie winy „przestawia” osobowość na funkcjonowanie charakterystyczne dla neurotyka, poczucie krzywdy zaś dla psychotyka.
Niektóre badania sugerują, że nieistotne jest to czy badany rzeczywiście kontroluje wzmocnienia, ale raczej jego przekonanie o posiadaniu lub nieposiadaniu kontroli. Pewne dane pokazują także, że poczucie umiejscowienia kontroli jest silnie zależne od bieżących okoliczności. Ludzie zmieniają swoje poczucie ulokowania kontroli w zależności od tego na przykład, jakie zadanie przed nimi stoi i jakie mieli wcześniejsze doświadczenia z tym zadaniem (szerzej zobacz: wyuczona bezradność).
Poczucie kontroli wzmocnień Rottera jest jedną z teorii podnoszącą znaczenie wpływu jednostki na świat. Pokrewne pojęcia to „oczekiwanie własnej skuteczności” Alberta Bandury, wewnątrz- i zewnątrzsterowność (teoria rozwijana przez Waltera Recklessa), pojęcie zależności magicznych w teorii warunkowania sprawczego. Wszystkie te koncepcje łączą przekonanie o zdolności wpływu jednostki na sytuację ze zdrowiem psychicznym.
Pojęcie umiejscowienia kontroli często utożsamiane jest z zewnątrzsterownością i wewnątrzsterownością. Nie są to jednak pojęcia tożsame.